# خاطرات و تألمات مصدق
خاطرات و تألمات مصدق عنوان کتابی از محمد مصدق سیاستمدار، حقوقدان و نخست‌وزیر سابق ایران و یکی از بنیانگذاران و عوامل اصلی نهضت ملی شدن نفت جمهوری اسلامی ایران است.

## موضوع کتاب
این کتاب به قلم محمد مصدق و به کوشش ایرج افشار تدوین شده‌است. این اثر، دو کتاب با عنوان‌های شرح مختصری از زندگی و خاطراتم و مختصری از تاریخ ملی شدن صنعت نفت در ایران را دربردارد که نگارنده آن‌ها را در روزهای زندان لشکر دوم زرهی و سکونت مقید و اجباری در احمدآباد نوشته و به یادگار گذاشته که به عنوان سند تاریخی منتشر شده‌است.

## بخش‌های کتاب
در یادداشت آغاز کتاب به قلم ایرج افشار ایران‌شناس برجسته آورده شده‌است: «کتاب اول «شرح مختصری از زندگی و خاطراتم» در بیست و چهار فصل نگارش یافته و شرح سرگذشت دوران جوانی و روزگار تحصیل و سپس تصدی چند مقام دولتی را دربردارد و مصدق در آن کوشیده‌است حوادث مهم دوران زندگی خویش را تا پایان ایام تصدی وزارت امور خارجه در سال ۱۳۰۲ را بنویسد. کتاب دوم «مختصری از تاریخ ملی شدن صنعت نفت در ایران» از سه بخش تشکیل شده‌است.
- بخش اول؛ مشروحه‌ای است با عنوان «تصدی مقام نخست‌وزیری»
- بخش دوم لایحهٔ دیوان عالی کشور
- بخش سوم «جواب به شاهنشاه»

نام دارد و عبارت است از پاسخ به آن قسمت از مطالب کتاب «مأموریت برای وطنم» که ذکر مصدق در آن‌ها شده‌است.»

## ترجمه
کتاب با یادداشت غلامحسین مصدق و توضیح ایرج افشار در تهران انتشارات علمی در سال ۱۳۶۴ منتشر گردید و ترجمه آن از فارسی به انگلیسی توسط محمدعلی همایون کاتوزیان و سید حسن امین در سال ۱۹۸۸ توسط جبهه ملی خارج از کشور در لندن چاپ و منتشر شد.